# 金小凤
金小凤（1958年10月—），云南省芒市人，中华人民共和国傣族女高音歌唱家，开创了傣族歌曲民俗唱法，1989年3月获得共青团中央授予的“全国民族唱法十大女高音歌唱家”称号:519。

## 生平
1973年进入德宏州民族歌舞团，1981年考入中国音乐学院学习音乐。1983年因演唱《有一个美丽的地方》一炮而红，代表性歌曲还有《月光下的凤尾竹》、《串寨》、《赶摆的小卜少》等。1994年到中国音乐学院附中声乐学科任教。2014年受文化部委派出访波兰、捷克、斯洛伐克、保加利亚、匈牙利五国。